# Reinhard Goering
Reinhard Goering (* 23. Juni 1887 auf Schloss Bieberstein, Hessen; † Mitte Oktober (?) 1936 in Bucha bei Jena) war ein deutscher Schriftsteller des Expressionismus.

## Leben
Goering war der Sohn eines Regierungsbaurats. Als Zehnjähriger kam er in ein Internat bei Traben-Trarbach, nachdem sein Vater sich das Leben genommen hatte und seine Mutter der geistigen Umnachtung verfallen war. Verwandte ermöglichten ihm nach seinem Abitur 1905 den Besuch der Universität. Da sein Bruder, der ein Handwerk erlernen musste, sich gegenüber Reinhard zurückgesetzt sah, verlor Goering damit auch das letzte Mitglied seiner eigentlichen Familie.
Goering begann zunächst ein Jurastudium, wechselte aber kurz darauf auf ein Medizinstudium an der Universität Jena, weitere Studienorte waren Berlin und München. 1911 studierte er in Paris und lernte dort die Kunststudentin und jüdische Russin Helene Gurowitsch kennen. In Zippendorf kam ihre gemeinsame Tochter zur Welt und 1912 heirateten Goering und Gurowitsch.
Im selben Jahr erschienen mit einigen Gedichten in einer Anthologie erstmals Texte von Goering, ebenso wie der im Folgejahr 1913 erscheinende Roman Jung Schuk blieben sie aber fast ohne Widerhall bei Publikum und Kritik. Diese Arbeiten waren noch klassisch orientiert, vom zur selben Zeit aufblühenden Expressionismus waren sie noch unberührt.
1914 schloss Goering in Bonn sein Studium ab. Als Militärarzt wurde er ins Saargebiet geschickt, zog sich dann nach wenigen Wochen kurz nach dem Jahreswechsel 1914/15 eine Tuberkulose-Erkrankung zu, die er in Davos, wo er bis 1918 blieb, auszuheilen versuchte. Hier verfasste er auch sein erstes Drama, die Seeschlacht. Die Uraufführung 1918 am Hoftheater in Dresden unter Nikolaus Graf von Seebach geriet zum Skandal, eine weitere Aufführung im selben Jahr unter Max Reinhardt in Berlin hingegen wurde ein Erfolg. Die Frühsommermonate der Jahre 1915, 1917, 1918 und 1919 verbrachte er in der Aussteigerkolonie Monte Verità von Ascona, zeitweise als Einsiedler in dem Vogelfängerturm „Roccolo“ lebend. Unter dem Einfluss des Dichters und Naturpropheten Gusto Gräser unternahm er seine „buddhistische Wanderung“. In einem Versuch der Loslösung von allen gesellschaftlichen Bindungen führte Goering für kurze Zeit das Leben eines wandernden Bettlers. Nach seiner Rückkehr zur Familie schrieb er in rascher Folge vier weitere Schauspiele, bevor er fast vollständig verstummte.

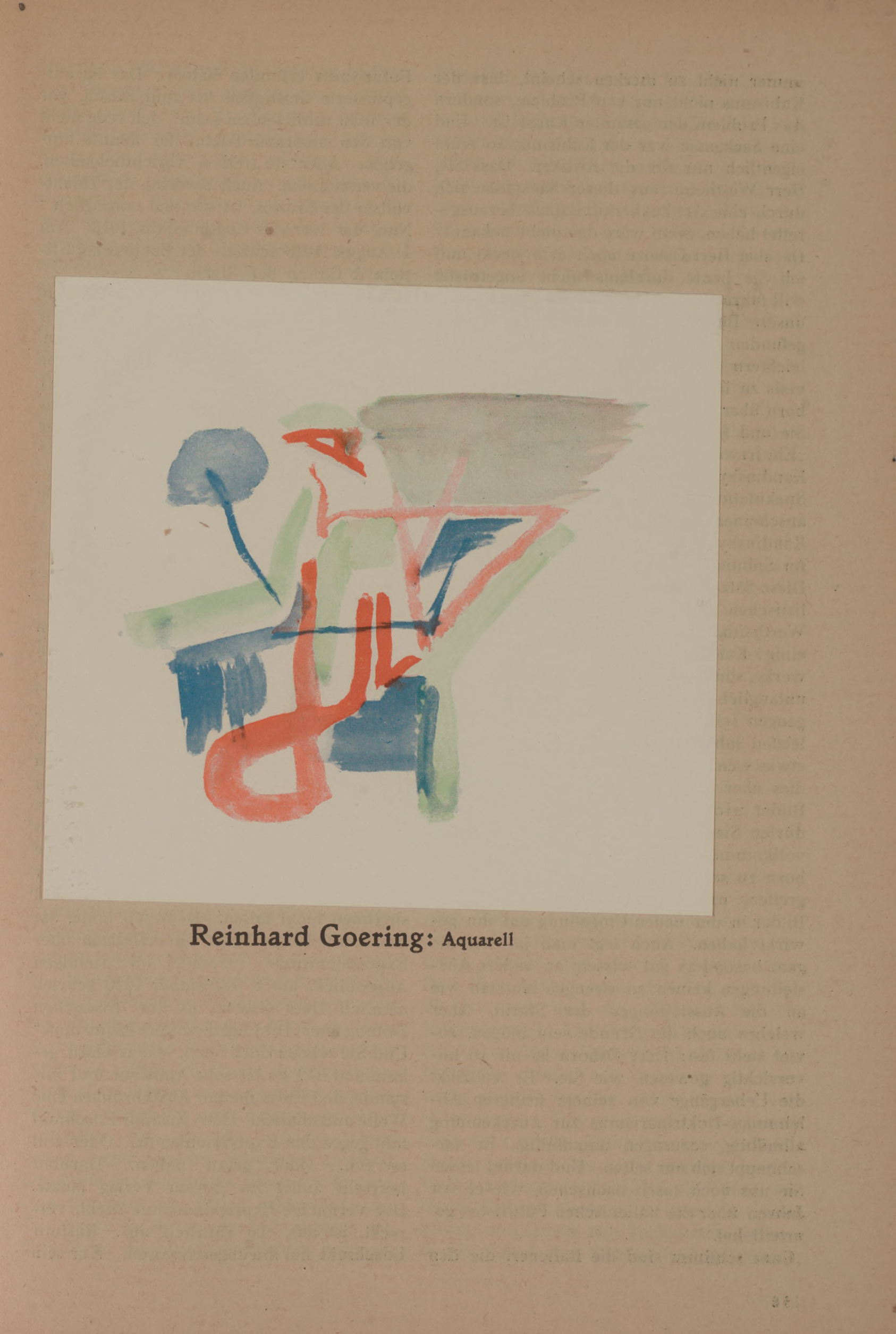
Der Sturm vol 011 no 011-012 p 157

Zwischen 1920 und 1928 wurden einige abstrakte Zeichnungen und Aquarelle sowie Texte von ihm im Magazin Der Sturm veröffentlicht. Er war auch mit seinen Bildern an der 88. und 89. Sturmausstellung beteiligt. Ein Vierfarbendruck eines seiner Aquarelle war Bestandteil des Sturmbilderbuches V Maler des Expressionismus – Erste Folge.
1922 war er als Arzt in Braunschweig tätig, seine medizinischen Interessen lagen bei der Reform-Medizin, aber auch Vegetarismus, Hygienefragen und Impfproblemen. Sein Verhalten war für sein Umfeld irritierend, so warf er zum Beispiel seine Bücher auf die Straße, um seinen Verzicht auf Eigentum zu demonstrieren, winters war er nur leichtbekleidet, mit zerrissener Hose und ohne Hut unterwegs. 1923 wurde er auf Drängen der Braunschweiger Ärzteschaft zur Beobachtung in die Irrenanstalt in Königslutter eingewiesen, nach sechs Wochen erwirkten Freunde seine Entlassung.
Ende 1923 lernte Goering in Heidelberg Dagmar Öhrbom aus Helsinki kennen, mit der ihn bald eine enge Freundschaft verband. Mit der elf Jahre älteren Finnin reiste er viel, unter anderem nach Finnland, 1926 aber auch nach Frankreich, wo er wieder zu schreiben begann und das Prosastück Normandie verfasste. Im selben Jahr ließen sich Goering und Gurowitsch scheiden. Auf das Betreiben von Öhrbom promovierte er in Leipzig zum Dr. med. Mehrere Versuche, eigene Arztpraxen zu führen, scheiterten an seiner Unstetigkeit, den Jahreswechsel 1926/1927 verbrachte er in Finnland.
Nach seiner Rückkehr zog er ruhelos von Ort zu Ort, lebte bei Freunden, Mäzenen, zeitweise sogar in einer Irrenanstalt, wo er vorgab, dass er die Geisteskranken studieren wolle. Wie seine Wohnorte wechselten auch seine Pläne. Er versuchte ein „Sanatorium für Geistesarbeiter“ zu gründen, plante eine Zeitschrift (Spielbühne), um Ostern 1928 war er für mehrere Wochen verschollen. Freunde fanden ihn in einer Berliner Pension und brachten ihn zu Grete Höger, einer befreundeten Lehrerin, wo er die Tagebücher Robert Falcon Scotts las und die Arbeit an seinem Stück Die Südpolexpedition des Kapitäns Scott begann, das er im November und Dezember in Davos abschloss.
1929 arbeitete Goering zusammen mit Carl Maria Holzapfel an einem Luftfahrtkalender, der 1930 als Erster Deutscher Luftfahrtkalender erschien. Während der zahlreichen Flüge, die ihn und Carl-Maria Holzapfel in Städte überall in Europa brachten, entstanden zahlreiche Fluggedichte, die in Der Sturm erschienen. Im Februar 1930 wurde in Berlin seine Südpolexpedition unter Leopold Jessner erfolgreich uraufgeführt; das Stück wurde unter anderem von Bühnen in Darmstadt und Würzburg gespielt. Im Oktober wurde ihm dafür der Kleist-Preis zuerkannt. 1931 begann er eine Beziehung zur erst sechzehnjährigen Tochter seines Freundes, Marilene Holzapfel, nachdem er eine Beziehung zur Mutter beendet hatte. Wieder begann ein unstetes Leben, das Paar zog von Ort zu Ort, Goering betrieb verschiedene Praxen. 1933 wurde bei ihm ein Darmleiden diagnostiziert, das in den folgenden Jahren Kuraufenthalte und Operationen notwendig machte. 1932 wurde der Sohn Reinhard geboren, 1934 sein zweiter Sohn Knut-Stefan, erst im Frühjahr 1935 heiratete das Paar.
Goering trat in den Bund rheinischer Dichter ein und wurde 1932 Mitglied der NSDAP, allerdings bereits im Juni 1933 wieder ausgeschlossen. Nach Angaben seines Freundes und Schwagers Siegfried Holzapfel war er auch kurzzeitig Mitglied der KPD.
Anfang 1936 begann er mit der Arbeit am Libretto zu Winfried Zilligs Oper Das Opfer, einer Überarbeitung der Südpolexpedition. Wieder reiste er viel, im Oktober aber verschwand er plötzlich aus Berlin. Am 5. November erfuhr die Familie, dass Goering bereits Mitte Oktober in Bucha (bei Jena) Suizid begangen hatte. Kurz zuvor hatte er eine Begegnung mit Alfred Mombert in Heidelberg und verbrannte ganze Bündel an Manuskripten.
Im November 1937, ein Jahr nach seinem Tod, wurde Das Opfer uraufgeführt, die Zwölftonmusik Zilligs und das englandfreundliche Libretto Goerings aber verhinderten weitere Aufführungen.

## Werke
- Jung Schuk. Roman. 1913
- Seeschlacht. Tragödie. 1917
- Der Erste. Schauspiel. 1918
- Die Retter. Tragisches Spiel. 1919
- Dahin?. Letzte Fassung von Die Retter. 1919
- Scapa Flow. Schauspiel. 1919
- Der Zweite. Tragödie. 1919
- Die Südpolexpedition des Kapitäns Scott. Spiel in drei Teilen. 1930
- Das Opfer. Libretto zu einer Oper von Winfried Zillig. 1937

## Ehrungen
- 1922 Schiller-Preis
- 1930 Kleist-Preis